# Ястреб (скафандр)

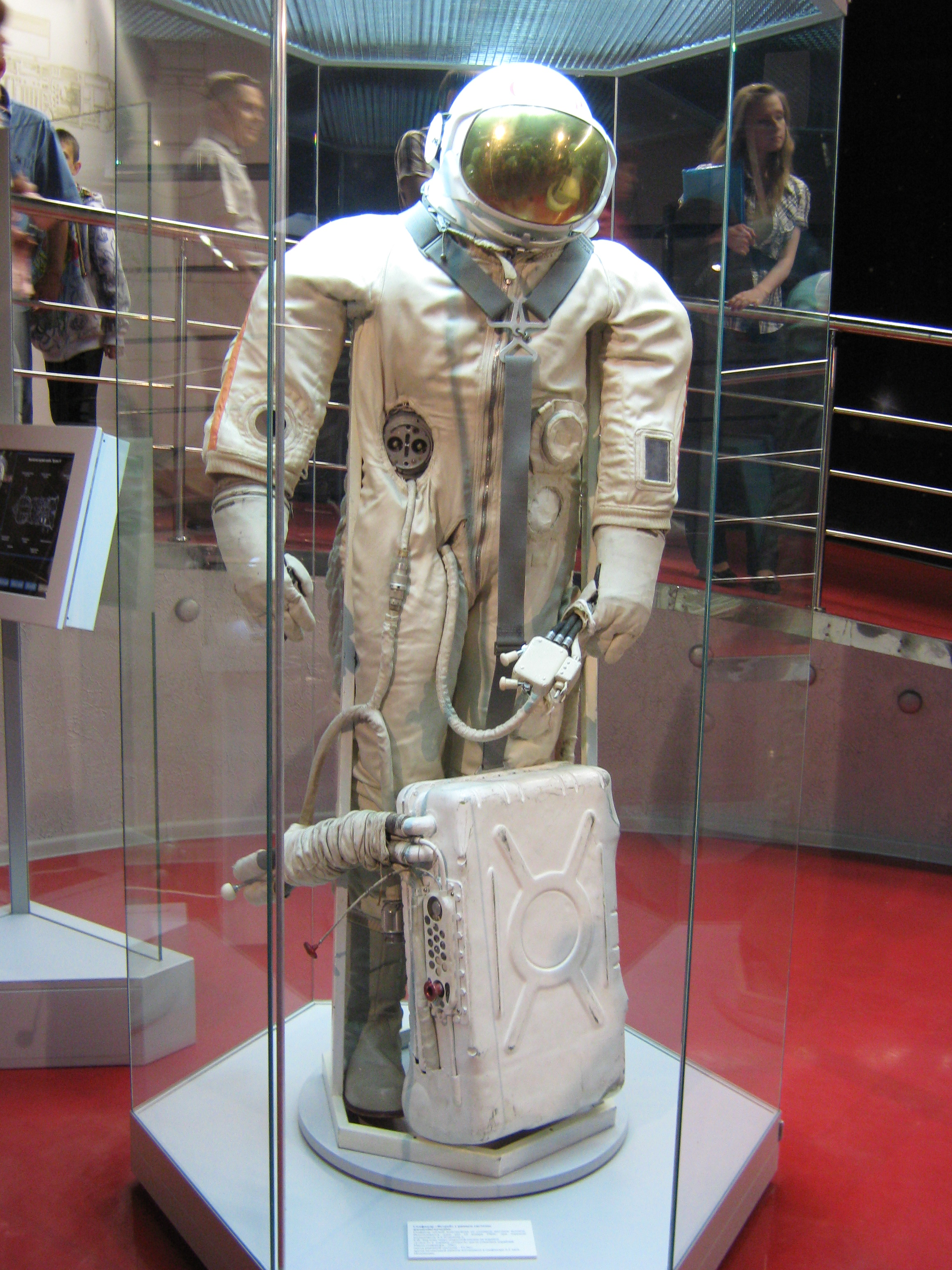
Скафандр «Ястреб» — музейный экспонат.

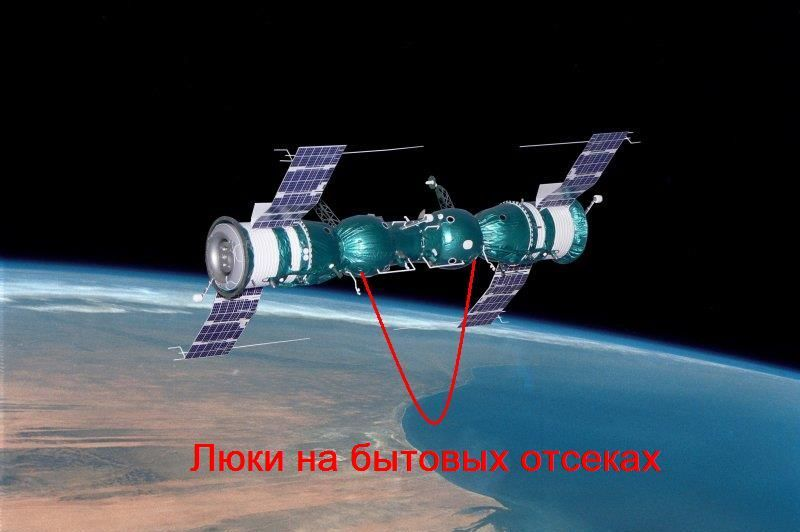
Рисунок художника, стыковка кораблей «Союз-4» и «Союз-5» 16 января 1969 года.
Космонавты Хрунов и Елисеев в скафандрах «Ястреб» вышли в открытый космос и перешли из одного корабля в другой, используя бытовые отсеки как шлюзовые камеры.

«Я́стреб» — название космического скафандра для выходов в открытый космос. Был разработан в СССР в НПП «Звезда» для осуществления внекорабельной деятельности экипажами ранних модификаций космического корабля «Союз» и предполагаемого полёта на Луну. Он представлял собой скафандр мягкого типа со входом спереди, со съемным жестким (металлическим) шлемом. Шлем с открывающимся смотровым стеклом и со светофильтром был выполнен поворотного типа, то есть фиксировался на голове.
Скафандр начал разрабатываться в 1965 году с учётом недостатков, которые выявились после первого выхода в открытый космос в скафандре «Беркут» Алексея Леонова. Леонов был одним из консультантов при создании нового скафандра. Скафандр «Ястреб» был изготовлен и испытан в 1967 году.
Система жизнеобеспечения (СЖО) нового скафандра «Ястреб» находилась в металлическом контейнере (ранце), который, для облегчения прохода космонавта через узкий люк диаметром 600 мм корабля «Союз», монтировался спереди на ногах. СЖО скафандра Ястреб была регенерационного типа. Электропитание, связь и телеметрия производились через фал с бортом корабля.
После катастрофы корабля «Союз-1» и проблем во время стыковки кораблей «Союз-2» и «Союз-3» первое практическое применение скафандра «Ястреб» состоялось только в январе 1969 года во время полёта кораблей «Союз-4» и «Союз-5».
Первыми космонавтами, которые использовали скафандры «Ястреб», стали Евгений Хрунов и Алексей Елисеев во время перехода из корабля «Союз-5» в корабль «Союз-4» через открытый космос. Скафандр надевался в орбитальном отсеке «Союза» с помощью второго космонавта.
Это был единственный случай использования скафандров «Ястреб» на практике.
Использование скафандров «Ястреб» планировалось также во время полёта кораблей «Союз-7» и «Союз-8», но корабли не смогли состыковаться.